# Albert zu Hohenlohe-Jagstberg
Albert Vincenz Ernst Leopold Clemens Fürst zu Hohenlohe-Jagstberg (* 22. November 1842 auf Schloss Haltenbergstetten; † 15. September 1898 ebenda) war ein Standesherr des Königreichs Württemberg.

## Abstammung
Geboren wurde er als Sohn von Fürst Ludwig zu Hohenlohe-Jagstberg (1802–1850) und von  Henriette Wilhelmine, geborene Prinzessin zu Auersperg (1815–1901) und hatte noch zwei ältere Geschwister, einen Bruder Karl (1837–1877) sowie eine Schwester Luise (1840–1873), die seit 1863 mit Leopold Graf von Sternberg verheiratet war.

## Leben
Als sein Vater 1850 starb, erbte er den Fürstentitel der Sekundogenitur Hohenlohe-Waldenburg-Bartenstein-Jagstberg. Der Titel war verbunden mit einem Mandat in der Kammer der Standesherren der Landstände in Stuttgart, auch als Erste Kammer bezeichnet. Dieses Mandat konnte er jedoch zunächst auf Grund seiner Minderjährigkeit nicht antreten und wurde deshalb dort von anderen Standesherren vertreten.
Am 23. Mai 1866 nahm Fürst Albert zum ersten Mal an einer Sitzung der Ersten Kammer in Stuttgart persönlich teil. Er entwickelte sich im Laufe der Jahre zu einem der engagiertesten Standesherren in der Kammer. Bis zum Tod seines Bruders Karl übernahm er zudem dessen Vertretung, danach die seines Neffen Johannes, bis dieser 1886 selbst in die Kammer eintrat.
In der Ersten Kammer betätigte sich Fürst Albert zu Hohenlohe in verschiedenen Ausschüssen, die zu der Zeit als Kommissionen bezeichnet wurden. Von 1870 bis 1898 gehörte er durchgängig der Kommission für Gegenstände der inneren Verwaltung an. Zudem war er zeitweise auch in weiteren Kommissionen tätig, so etwa von 1870 bis 1876 in der Kirchen- und Schulkommission, von 1875 bis 1898 in der Rechenschaftsberichtskommission und in der Finanzkommission, von 1883 bis 1898 in der Kommission für Volkswirtschaft sowie von 1895 bis 1898 in der Verfassungs-Kommission.
Ab 1877 war er bis 1894 Schriftführer im Vorstand der Ersten Kammer sowie von 1883 bis 1898 Vorstand der Rechenschaftsberichtskommission.
Der Fürst war evangelisch und blieb zeitlebens ledig. Mit seinem Tod fiel die Sekundogenitur Hohenlohe-Jagstberg an seinen Neffen Johannes zu Hohenlohe-Bartenstein. In der Sitzung vom 8. November 1898 hielt der Präsident der Ersten Kammer, Fürst Wilhelm von Waldburg-Zeil, einen Nachruf auf den am 15. September verstorbenen Fürsten Albert.